# Reserva Extrativista Rio Iriri
A reserva extrativista Rio Iriri é uma unidade de conservação brasileira de uso sustentável da natureza, localizada no estado do Pará, com território distribuído pelo município de Altamira.

## Histórico
Rio Iriri foi criada através de Decreto sem número emitido pela Presidência da República em 5 de junho de 2006, com uma área de 398 987,40 ha.